# Мкртчян, Акоп
Акоп Мкртчян (арм. Հակոբ Մկրտչյան; род. 8 марта 1997 года) — армянский тяжелоатлет, чемпион мира 2019 года, двукратный чемпион Европы 2019 и 2024 годов. Чемпион юношеских Олимпийских игр 2014 года.

## Карьера
Выступать на международном юношеском уровне начал в 2014 году. Армянскому спортсмену удалось победить на юношеских Олимпийских играх в 2014 году в Нанкине. В этом же году он принял участие во взрослом чемпионате мира где занял 20-е место с результатом 320 кг.
В 2018 году принял участие в чемпионате мира в Ашхабаде. Выступал в новой весовой категории до 89 кг. В результате стал 7-м, с весом на штанге по сумме двух упражнений — 365 кг.
На чемпионате Европы 2019 года в Батуми завоевал золотую медаль с общим весом 371 кг. В упражнение толчок завоевал малую золотую медаль (207 кг).
В сентябре 2019 года на чемпионате мира в Паттайе, армянский спортсмен, в весовой категории до 89 кг, завоевал чемпионский титул в сумме двоеборья с результатом 375 кг. В упражнение толкании штанги он завоевал малую серебряную медаль (208 кг).
В апреле 2021 года на чемпионате Европы в Москве, в весовой категории до 96 кг, Акоп занял итоговое третье место с результатом 372 килограмма и стал бронзовым призёром чемпионата Европы. В упражнении "толчок" он завоевал малую серебряную медаль с результатом 212 кг.
В феврале 2024 года на чемпионате Европы в Софии Акоп завоевал золотую медаль по сумме двух упражнений с результатом 375 кг. В упражнении толчок он стал первым (209 кг), а в упражнении рывок был вторым (166 кг).

## Достижения
Чемпионат мира
| Результат | Вес      | Год  | Место соревнований | Рывок | Толчок | Общий вес |
| Золото    | до 89 кг | 2019 | Паттайя, Таиланд   | 167,0 | 208,0  | 375,0     |

Чемпионат Европы
| Результат | Вес      | Год  | Место соревнований | Рывок | Толчок | Общий вес |
| Золото    | до 89 кг | 2019 | Батуми, Грузия     | 164,0 | 207,0  | 371,0     |
| Бронза    | до 96 кг | 2021 | Москва, Россия     | 160,0 | 212,0  | 372,0     |
| Золото    | до 96 кг | 2024 | София, Болгария    | 166,0 | 209,0  | 375,0     |